# International Society for Ecological Economics

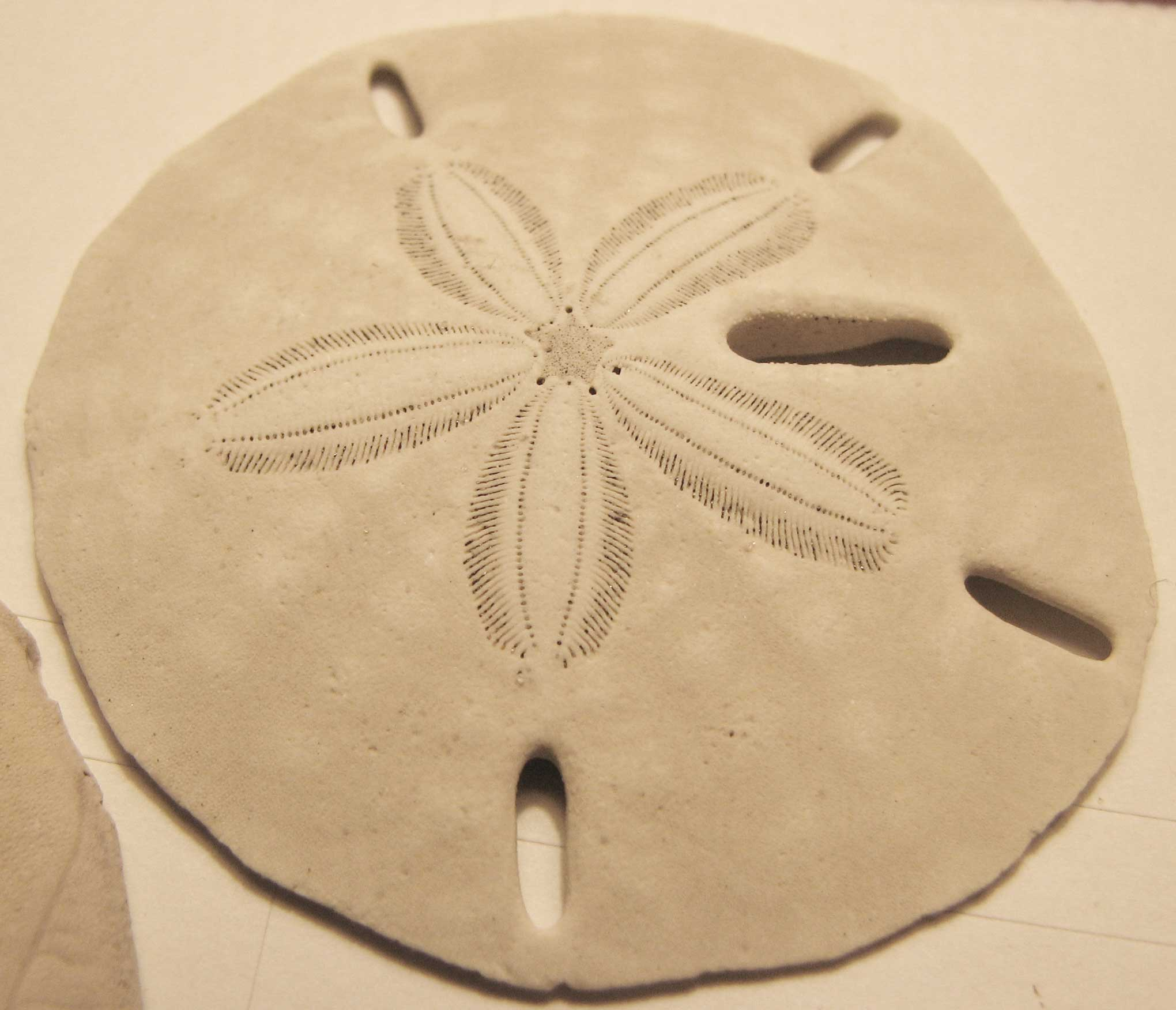
Sanddollar, Symbol der ISEE

Die International Society for Ecological Economics (ISEE) ist eine internationale wissenschaftliche Vereinigung zur Förderung der Ökologischen Ökonomie. Sie wurde 1989 gegründet und gibt die Fachzeitschrift Ecological Economics heraus.
In zeitlicher Reihenfolge wurde der Posten des Präsidenten durch Robert Costanza, Richard Norgaard, John Proops, Charles Perrings, Joan Martínez-Alier, Peter May, John Gowdy, Bina Agarwal, Marina Fischer-Kowalski, Sabine O’Hara, Clovis Cavalcanti und Joshua Farley besetzt. Herman Daly wurde für die Erweiterung der Wirtschaftswissenschaften um Aspekte der Ökologie und Ethik sowie die Mitbegründung der ISEE ein Ehrenpreis des Right Livelihood Awards verliehen.
Konferenzen werden von der ISEE im zweijährlichen Rhythmus organisiert. 2010 fand sie unter Leitung von Bernd Siebenhüner mit dem Titel „Advancing Sustainability in a Time of Crises“ an den Universitäten Oldenburg und Bremen statt.

## Regionalgesellschaften
Die ISEE ist Muttergesellschaft für zahlreiche Regionalgesellschaften für Ökologische Ökonomie. Diese sind:
- African Society for Ecological Economics (ASEE) für Afrika
- Asociación Argentino Uruguaya de Economía Ecologica (ASAUEE) für Argentinien und Uruguay
- Australia-New Zealand Society for Ecological Economics (ANZSEE) für Australien und Neuseeland
- Brazilian Society for Ecological Economics (ECOECO BRAZIL) für Brasilien
- Canadian Society for Ecological Economics (CANSEE) für Kanada
- European Society for Ecological Economics (ESEE) für Europa
- Indian Society for Ecological Economics (INSEE) für Indien
- Mesoamerican Society for Ecological Economics (SMEE) für Mittelamerika
- Russian Society for Ecological Economics (RSEE) für Russland
- United States Society for Ecological Economics (USSEE) für die Vereinigten Staaten

In Deutschland sind die Vereinigung für ökologische Wirtschaftsforschung und die Vereinigung für Ökologische Ökonomie mit der ISEE assoziiert.